# آزادماهی صورتی

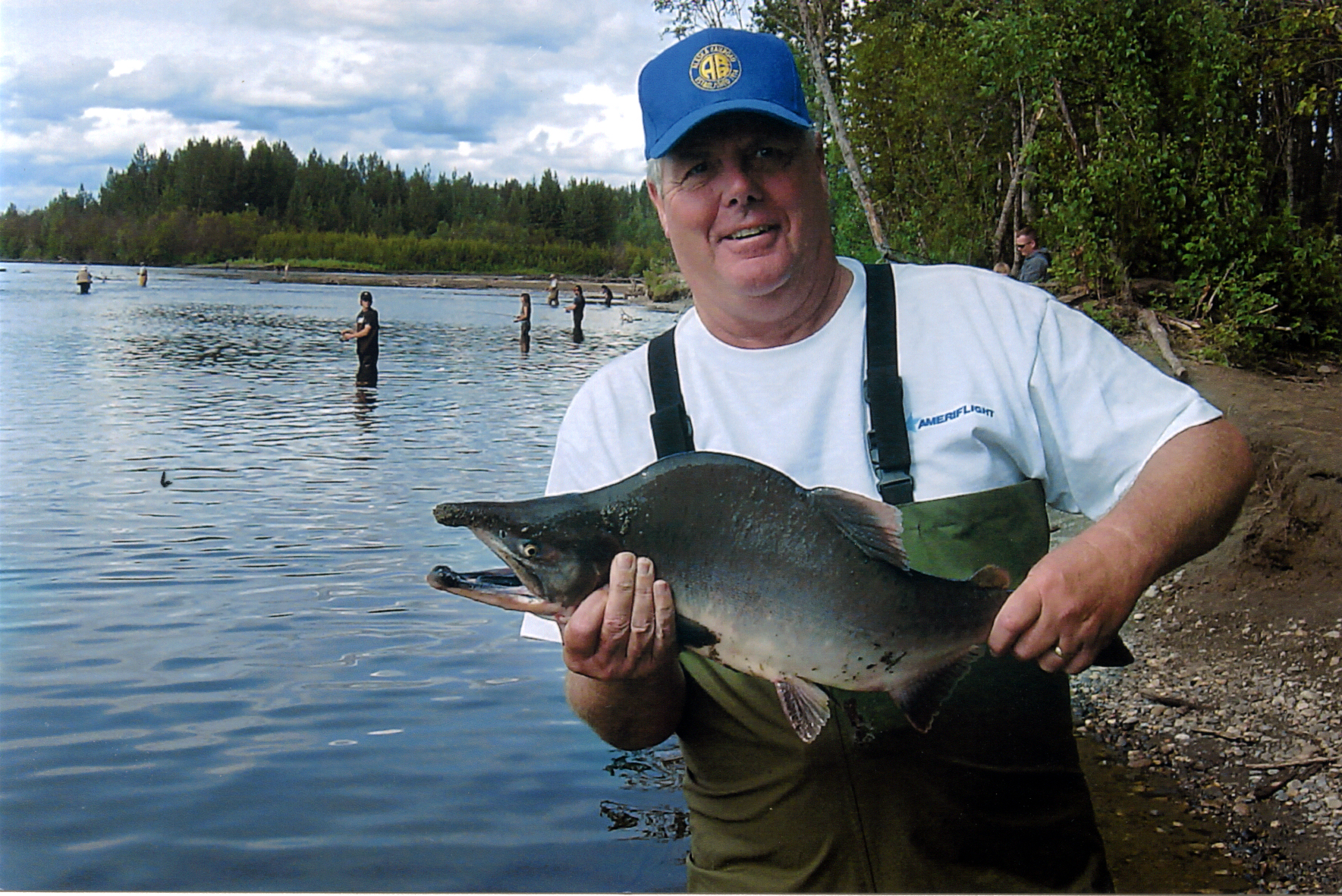
آزادماهی صورتی شکار شده

آزادماهی صورتی یا آزادماهی کوژپشت (راسته: Salmoniformes خانواده: Salmonidae گونه: Oncorhynchus gorbuscha) در باله مخرجی شان دارای ۱۲–۱۹ شعاع هستند. تمامی ماهیان این دسته، مهاجر بوده و برای تخم ریزی وارد رودخانه‌های شمال اقیانوس آرام و دریای یخ می‌شوند و در رودخانه‌های کامچاتکا، تکا و آلا به حد وفور یافت می‌شود.
آزادماهی صورتی نر در هنگام تخم‌ریزی، گوژ بزرگی بر پشت خود درست می‌کند به همین دلیل آن را آزادماهی گوژپشت نیز می‌خوانند.

## مشخصات
اولین کمان آبششی ماهی آزاد کوژ پشت دارای ۲۸ خار است. فلس‌ها بسیار ریزند به طوری که در امتداد خط جانبی ۱۸۰–۲۴۰ عدد می‌باشند باله پشتیو مخرجی دارای لکه‌های متعدد سیاه رنگ است. طول این ماهی به ندرت بیشتر از ۴۰–۵۰ سانتی‌متر می‌شود. ماهی آزاد کوژ پشت ۲ ساله ۲–۳ کیلو گرم وزن دارد.

## زیست‌شناسی
طول ماهی نر در تمام آزاد ماهیان اقیانوس آرام از ماهی ماده بزرگتر است. ماهی کوژ پشت بیشتر عمر خود را در دریا بسر می‌برد و از ماهیان و سخت پوستان تغذیه می‌کند. زمان مهاجرت در مرداد ماه می‌باشد که این ماهیان وارد رودخانه‌ها می‌شوند در این هنگام ماهب لباس عروسی به تن می‌کند و به علاوه شکل فک‌ها تغییر می‌نماید. هر دو فک به طرف داخل مانند قلاب بر می‌گردند و ناحیه پشت به صورت بر آمدهدر می‌آید که از همین رو به آن کوژ پشت گویند. این ماهی در مرداد و شهریور تخم ریزی می‌کند. ماهی ماده در منطقه‌ای از رودخانه که جریان سریع و بستر آن دارای شن می‌باد گودالی حفر می‌کند و تخم‌ها را در آن فرو می‌ریزد که بلا فاصله توسط ماهی نر تلقیح می‌گردند. ماهیان نر و ماده پس از تخم ریزی از بین می‌روند.
تعداد تخم‌ها ۱۵۰۰ عدد و دوره انکو باسیون ۱۱۰–۱۳۰ روز است. لاروها دارای کیسه زردهای با ذخایر فراوان می‌باشند و خود را در میان سنگ‌ها مخفی می‌کنند. پس از گذشت یک سال که در آشیانه ماندند به طرف دریا سرازیر گشته و در این هنگام در ساحل به صورت دسته هائی دیده می‌شوند.
رباره نحوه زندگی ماهی آزاد گوژ پشت در دریا اطلاع دقیقی در دست نیست ولی به هر حال رشد این ماهیان جالب توجه و در تابستان سال دوم به حد بلوغ رسیده، وارد آب شیرین می‌شوند و تنها همین دوره کوتاه زندگی است که آزاد ماهی کوژ پشت را از سایر آزاد ماهیان اقیانوس آرام متمایز می‌کند.

## ارزش اقتصادی
این ماهی از نظر شیلاتی اهمیت فراوانی دارد.